# نقدینگی
نقدینگی  یا  پول گسترده (به انگلیسی: Broad money/Money supply)، مفهومی برای اندازه گیری میزان گردش پول در یک اقتصاد است. نقدینگی جامع ترین مفهوم و روش برای محاسبه حجم پول یک کشور معین است که شامل مجموع دارایی هایی که خانوارها و مشاغل برای پرداخت یا نگهداری به عنوان سرمایه گذاری کوتاه مدت استفاده می‌کنند، از  ارز، وجوه در حساب های بانکی گرفته، تا طلا و زمین و ملک و اساسا هر چیزی که ارزش پولی داشته باشد می‌شود.

## کارکرد اصطلاح در اقتصاد
از آنجایی که بسیاری از ابزارهای مالی مختلف را می‌توان با پول نقد مبادله کرد و در حساب‌های محدود متفاوت قرار داد، تعریف اینکه در حال حاضر چقدر پول در هر اقتصادی در گردش است، کار ساده‌ای برای اقتصاددانان نیست. بنابراین عرضه پول به روش های مختلفی محاسبه می شود.
روش محاسبه عرضه پول از کشوری به کشور دیگر متفاوت است، اما روش نقدینگی همیشه جامع‌ترین است، و شامل تمام دارایی‌های با نقدشوندگی بالا، ارز و سپرده‌های بانکی حدااقل کوتاه مدت که به اصطلاح «پول باریک یا نزدیک» نامیده می‌شوند، و همینطور انواع سرمایه‌های تا حدودی غیر نقدشونده‌تر می‌شود.
نقدینگی معمولا موارد «نزدیک به پول» را نیز شامل می‌شود، مانند گواهی سپرده (DC)، ارزهای خارجی، حساب‌های بازار پول، اوراق بهادار قابل عرضه در بازار، اسناد خزانه (T-Bills) و هر چیز دیگری که به راحتی می‌تواند به پول نقد تبدیل شود.

## خلق پول و نقدینگی
خلق پول ارتباط مستقیمی با نقدینگی دارد. در واقع نقدینگی زمانی افزایش می‌یابد که پول خلق می‌شود. این خلق پول معمولا توسط بانکها و با وام دادن به مشتریان انجام می‌شود. در واقع بانکها با خلق پول خلق نقدینگی می‌کنند. این بدان معناست که بانکها با وام خود را بدهکار می‌کنند و برای پرداخت بدهی، خلق پول و نقدینگی کرده و آن بدهی را به وام‌گیرندگان منتقل می‌کنند. بنابراین مادامی که این بدهی در قالب توسعه‌ی مالی درست صرف تولید و افزایش ثروت عمومی نشود به معنای فقیرتر شدن عموم جامعه است..

## تاثیرات نقدینگی بر اقتصاد
تاثیرات نقدینگی بر تورم، رفاه عمومی، رکود، تولید و رونق اقتصادی امری اثبات شده است. در اقتصاد جدید نقدینگی یکی از ابزارهای مهم در سیاستگذاری های اقتصادی و مالی است. برای نمونه بانک های مرکزی هنگامی که هدف تحریک اقتصاد است بویژه در شرایط رکود اقتصادی، دست به خلق نقدینگی به روش وام با بهره‌ی پایین می‌زنند. برعکس، وقتی در شرایط تورمی هدف تعدیل تورم است، خلق پول ممکن است کاهش پیدا کند و یا نرخ بهره‌ی تسهیلات افزایش یابد. به طور خلاصه، اگر پول بیشتری در دسترس باشد، اقتصاد تمایل به شتاب گرفتن دارد زیرا کسب و کارها به راحتی به منابع مالی دسترسی دارند. اگر سیستم پول کمتری داشته باشد، اقتصاد کند می شود و قیمت ها می توانند کاهش یا متوقف شوند.

## نقدینگی و توسعه‌ی مالی
نقدینگی همان اندازه که برای رشد و رونق اقتصادی کشورها اهمیت دارد چنانچه با توسعه‌ی مالی همراه نباشد اثرات منفی جبران ناپذیری می‌تواند برجای بگذارد که ملموس‌ترین آنها گسترش فقر و افزایش فاصله‌ی طبقاتی است. در واقع شرط اولیه‌ی برای اثر مثبت نقدینگی، توسعه‌ی مالی است. توسعه‌ی مالی امکاناتی در اقتصاد است که موجب جذب هرچه بهتر نقدینگی و سرمایه‌های مالی در بخش‌های تولید ثروت و خدمات جامعه می‌شود و هرچه این توسعه ضعیف‌تر باشد جذب نقدینگی توسط بخش‌های مخرب همانند سوداگری بیشتر خواهد شد. بنابراین در کنار نقدینگی توسعه‌ی مالی که شامل سازوکارهای مختلف از تعمیق، دسترسی، و کارایی امور مالی است ضروری است. دقیقا به همین خاطر کشورهای ثروتمندتر دنیا علی‌رغم بالاتر بودن نسبت نقدینگی‌اشان به تولید داخلی تورم پایین‌تری را تجربه می‌کنند. 